# Llano Point
Der Llano Point (englisch, polnisch Przylądek Llano) ist eine aufragende Landspitze an der Südküste von King George Island in der Gruppe der Südlichen Shetlandinseln. Am Westufer der Admiralty Bay liegt sie südlich der Suszczewski Cove.
Die US-amerikanischen Ornithologen Wayne Trivelpiece und Nick Volkmann benannten sie nach dem US-amerikanischen Biologen und Spezialisten für polare Flechten George Albert Llano (1911–2003), unter anderem Programmleiter für biologische und medizinische Forschung der National Science Foundation von 1960 bis 1977.